# 573. Volksgrenadier-Division
Die 573. Volksgrenadier-Division war eine deutsche Infanteriedivision im Zweiten Weltkrieg.

## Geschichte

### Aufstellung
Die Division wurde am 25. August 1944 in der 32. Aufstellungswelle in der Slowakei durch den Wehrkreis VIII aufgestellt. Ihr Stammpersonal wurde aus den Resten der 708. Infanterie-Division (auch ehemals Wehrkreis VIII) gestellt, die zuvor an der Westfront zerschlagen worden war. Geplant war die Aufstellung bis 20. Oktober 1944 beendet zu haben.

### Auflösung durch Umbenennung in 708. VGD
Noch in der Aufstellungsphase befindlich, wurde die Division am 4. bzw. 15. September 1944 in die in der Aufstellung befindlichen 708. Volksgrenadier-Division überführt.

## Gliederung
- Grenadier-Regiment 1177, I.–II. Bataillon, später Grenadier-Regiment 728
- Grenadier-Regiment 1178, I.–II. Bataillon, später Grenadier-Regiment 748
- Grenadier-Regiment 1179, I.–II. Bataillon, später Grenadier-Regiment 760
- Artillerie-Regiment 1573, I.–IV. Abteilung, später Artillerie-Regiment 658
- Divisionseinheiten 1573, später Divisionseinheiten 708